# Craig Lucas
Craig Lucas (Atlanta, 30 aprile 1951) è un attore, sceneggiatore, drammaturgo, regista e librettista statunitense.

## Biografia
Dopo essersi diplomato all'Università di Boston (dove ebbe, tra i vari insegnanti, anche la poetessa Anne Sexton), Lucas si trasferì a New York e cominciò a lavorare come attore e cantante in diversi musical a Broadway e nell'Off Broadway, tra cui Shenandoah (1975), Rex (1976), On the twentieth century (1978), Sweeney Todd (1978), Marry Me A Little (1980) e Alex Wider (1982). A partire dagli anni ottanta comincia a scrivere drammi, sceneggiature, commedie e libretti d'opera. Il suo lavoro più acclamato è stato il dramma Prelude to a Kiss, che è stato candidato al Tony Award e al Premio Pulitzer per la drammaturgia e poi riadattato per il cinema da Norman René con il titolo di Doppia anima. Nel 2005 scrive il libretto del musical The Light in the Piazza e viene candidato al Tony Award al miglior libretto. Nel 2022 è stato nuovamente candidato al Tony Award al miglior libretto per Paradise Square. Ha scritto anche altri drammi, tra cui Prayer for My Enemy, Reckless e Small Tragedy.
Lucas è dichiaratamente gay.

## Filmografia

### Sceneggiatore
- Che mi dici di Willy? (Longtime Companion), diretto da Norman René (1990)
- Doppia anima (Prelude to a Kiss), diretto da Norman René (1992)
- Reckless, diretto da Norman René (1995)
- The Secret Lives of Dentists, diretto da Alan Rudolph (2002)

### Regista e sceneggiatore
- The Dying Gaul (2005)
- Birds of America - Una famiglia incasinata (Birds of America)  (2008)